# Hurigny
Hurigny este o comună în departamentul Saône-et-Loire, Franța. În 2009 avea o populație de 1.900 de locuitori.

## Evoluția populației
| An        | 1975  | 1982  | 1990  | 1999  | 2006  | 2009  |
| --------- | ----- | ----- | ----- | ----- | ----- | ----- |
| Populație | 1.220 | 1.249 | 1.429 | 1.474 | 1.699 | 1.900 |